# Ischnophanes atelesta
Ischnophanes atelesta är en fjärilsart som beskrevs av Turner 1936. Ischnophanes atelesta ingår i släktet Ischnophanes och familjen säckmalar. Inga underarter finns listade i Catalogue of Life.